# El mundo perdido (película de 1960)
El mundo perdido (título original en inglés: The Lost World) es una película de aventura y ciencia ficción de 1960, dirigida por Irwin Allen. Está vagamente basada en la novela de 1912 de mismo título, de Arthur Conan Doyle.

## Argumento
Un reconocido profesor conduce una expedición a la región amazónica, donde creen que la vida no ha cambiado desde los tiempos prehistóricos.

## Reparto
- Michael Rennie ....... Lord John Roxton
- Jill St. John ....... Jennifer Holmes
- David Hedison ....... Ed Malone
- Claude Rains ....... Profesor George Edward Challenger
- Fernando Lamas ....... Manuel Gómez
- Richard Haydn ....... Professor Summerlee
- Ray Stricklyn ....... David Holmes
- Jay Novello ....... Costa
- Vitina Marcus ....... Mujer nativa
- Ian Wolfe ....... Burton White

## Dinosaurios que aparecen en la película
- Iguanodon --- interpretado por una iguana.
- Sin especificar dinosaurio carnívoro --- representado por un lagarto.
- Sin especificar dinosaurio carnívoro --- interpretado por un bebé cocodrilo.
- reptil marino No especificado --- representado por un lagarto.